# Ondřej Rakouský
Ondřej Rakouský (německy Andreas von Österreich, 15. června 1558 Březnice – 12. listopadu 1600 Řím) byl rakouský arcivévoda a kardinál z rodu Habsburků. Působil jako biskup v Kostnici a Brixenu. 

## Život

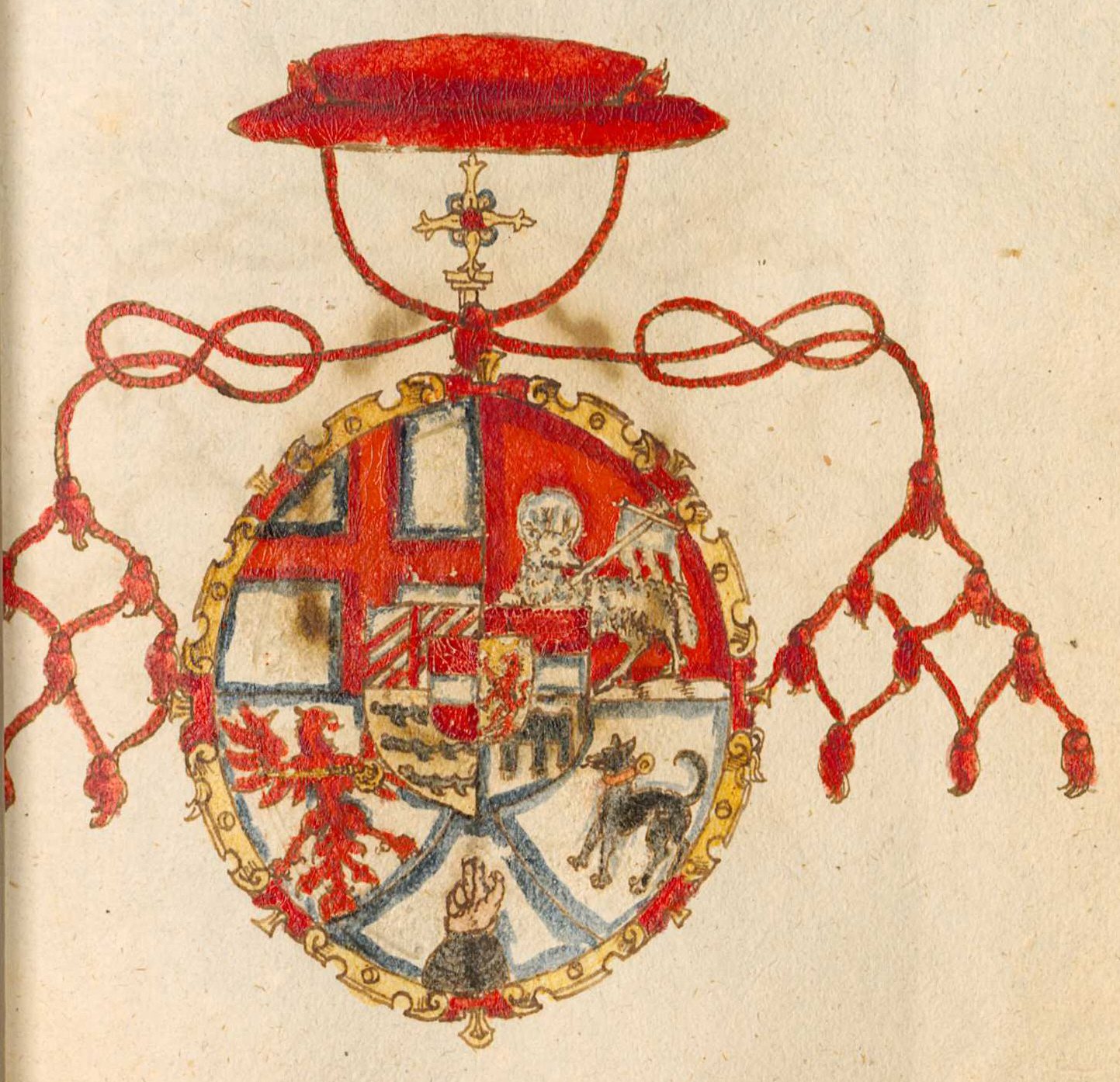
Znak kardinála Ondřeje Rakouského

Narodil se na zámku Březnice jako syn tyrolského hraběte Ferdinanda a jeho morganatické manželky Filipíny Welserové. 
Byl také jedním z kandidátů na místo olomouckého biskupa. 

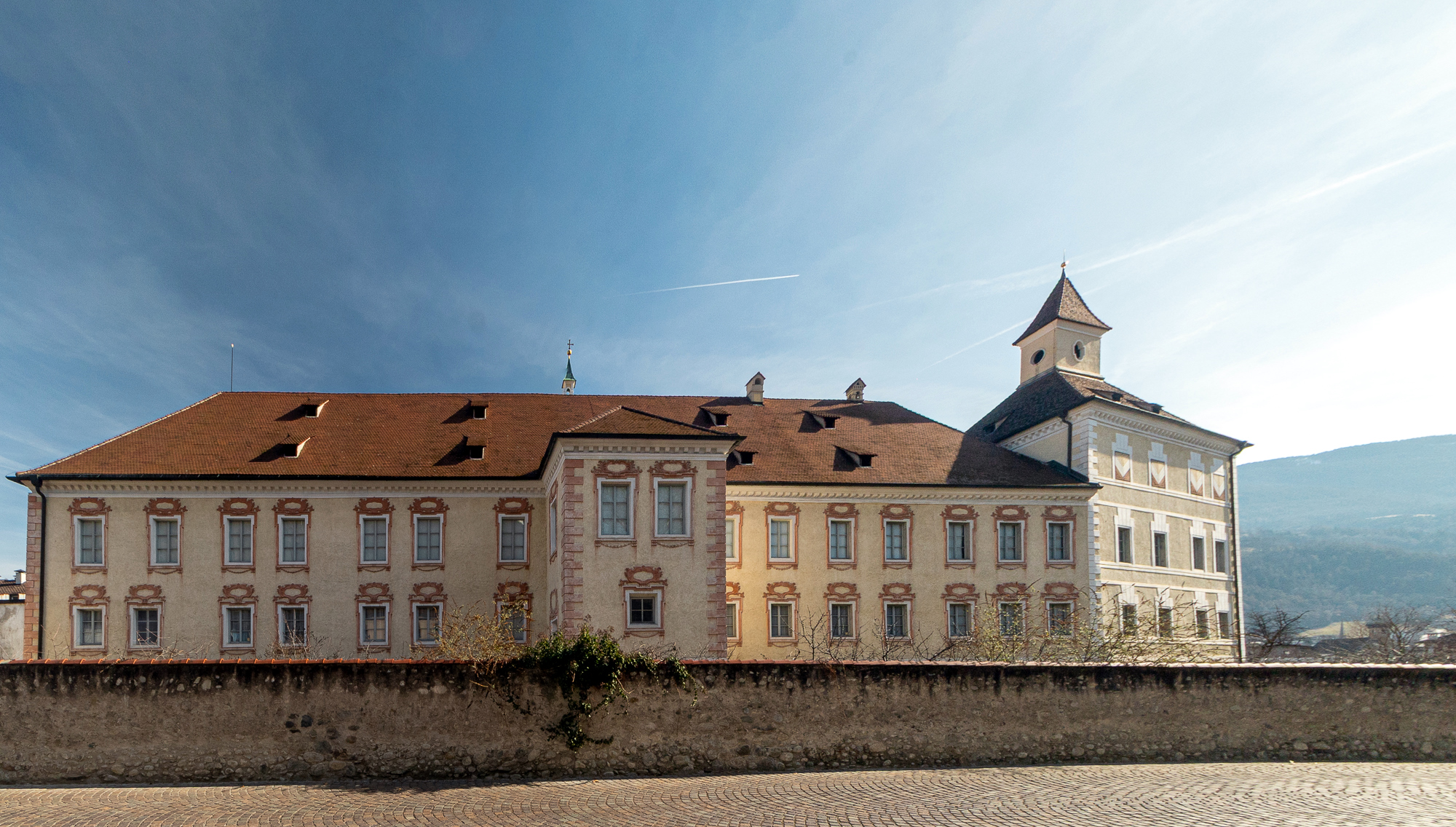
Biskupský palác v Brixenu

V roce 1591 byl jmenován do funkce brixenského knížete-biskupa a z této pozice v roce 1595 zahájil rozsáhlý projekt přestavby brixenské biskupské rezidence na přepychové sídlo. Projektem byl pověřen dvorní architekt Alberto Lucchese, který vypracoval pozdně renesanční projekt v italském stylu.
Arcivévoda Ondřej Rakouský zemřel dne 12. listopadu 1600 v Římě. Byl pohřben v římském kostele Santa Maria dell'Anima.